# نخل (سرده)
پایال (نام علمی: Phoenix) نام یک سرده از راسته خرماسانان است.
پایال نام فارسی نخل است (درخت پایال).

## گونه‌ها
| تصویر | نام فارسی          | نام علمی             | پراکندگی |
| ----- | ------------------ | -------------------- | --- |
|       |                    | Phoenix acaulis      | هیمالیا |
|       |                    | Phoenix andamanensis | جزایر آندامان |
|       | نخل خرمای اطلسی    | Phoenix atlantica    | بومی جرایر کیپ‌ورد که به اشتباه خرمای وحشی شناخته می‌شود |
|       |                    | Phoenix caespitosa   | جیبوتی، سومالی، عربستان صعودی، یمن، عمان |
|       | نخل جزایر قناری    | Phoenix canariensis  | بومی جزایر قناری، بومی شده در کالیفورنیا، فلوریدا، اسپانیا، ایتالیا، استرالیا، برمودا |
|       | خرما               | Phoenix dactylifera  | احتمالاً بومی جنوب غرب آسیا، بومی شده در اسپانیا، آزور، مادیرا، شمال و غرب آفریقا، موریس، رئونیون، چین، هند، استرالیا، فیجی، کالدونیای جدید، کالیفرنیا، باخا کالیفرنیا، سونورا، السالوادور، کارائیب |
|       | نخل خرمای کوهستانی | Phoenix loureiroi    | چین، هند، هیمالیا، هندوچین، فیلیپین |
|       | نخل خرمای مانگرو   | Phoenix paludosa     | شبه‌قاره هند، هندوچین، سوماترا، آندامان و جزایر نیکوبار |
|       | نخل خرمای سیلان    | Phoenix pusilla      | هند، سری‌لانکا |
|       | نخل خرمای سنگال    | Phoenix reclinata    | آفریقا، کومور، ماداگاسکار، شبه‌جزیره عربستان |
|       | نخل ققنوس          | Phoenix roebelenii   | یون‌نان، هندوچین |
|       | نخل خرمای صخره‌ای   | Phoenix rupicola     | آسام، بوتان، آروناچال پرادش، بومی شده در جزایر آندامان و هندوستان غربی |
|       |                    | Phoenix sylvestris   | شبه‌قاره هند، میانمار، بومی شده در جنوب چین و هند غربی |
|       | نخل خرمای کرتی     | Phoenix theophrasti  | ترکیه، جزایر یونان |